# LaCrosse (Florida)
LaCrosse egy város az USA Florida államában, Alachua megyében, Gainesville-től 15 mérföldre (24 km-re) északra. A 2010-es népszámláláskor a város lakossága 360 fő volt szemben a 2000-es 143-mal. LaCrosse környékén a mezőgazdaság, (különösen a burgonya termesztése) a fő gazdasági ág, a terület a "burgonyavidék" néven ismert. A környék mezőgazdasági termékei közé tartozik még a dohány, a zöldség és a szarvasmarha is.

## Történelem
LaCrosse 1860. táján mezőgazdasági falu volt egy olyan területen, amelyen akkoriban főleg gyapottermesztés folyt. 1881-ben atelepülésen postahivatal nyílt, a LaCrosse Missziós Baptista Egyházat 1884-ban alapították. 1895. december 17-én nyilvánították várossá.
Az Egyesült Államok Népszámlálási Hivatala szerint a város teljes területe 4,4 négyzetmérföld (11,5 km2), ebből 4,4 négyzetmérföld (11,3 km2) a szárazföld, és 0,077 négyzetmérföld (0,2 km2), vagyis 1,61% a víz.

## Oktatás
LaCrosse az Alachua Megyei Tankerületi Központhoz tartozik. Az Alachua Megyei Könyvtári Körzet mobil könyvtárrral szolgálja ki LaCrosse-t.

## Nevezetes emberek
- Hewritt Dixon (1940–1992), NFL játékos

## Fordítás
Ez a szócikk részben vagy egészben  a   LaCrosse, Florida című angol Wikipédia-szócikk ezen változatának fordításán alapul.  Az eredeti cikk szerkesztőit annak laptörténete sorolja fel. Ez a jelzés csupán a megfogalmazás eredetét és a szerzői jogokat jelzi, nem szolgál a cikkben szereplő információk forrásmegjelöléseként.